# Floorball-Fællesskabet København
Floorball-Fællesskabet København er en floorballklub i København, der blev dannet i 2003 efter en fusion mellem Brønshøj Floorball og Firkantens Floorballklub, og er lokalt forankret i områderne Nørrebro, Nordvest og Brønshøj. 
Det er en klub, der ofte profilerer sig selv med det sociale er i højsædet uden at det går ud over de sportslige ambitioner. Klubben har flere dame- og herrehold, samt ungdom. 